# Conquista portuguesa da costa da África Oriental
Conquista portuguesa da costa da África Oriental foi uma série de campanhas militares entre 1500 e 1509, durante as quais os portugueses subjugaram e vassalizaram várias cidades costeiras, estabelecendo domínio ao longo da costa da África Oriental.

## Antecedentes

Rota da primeira viagem de Vasco da Gama (1497–1499)

Em 8 de julho de 1497, Vasco da Gama partiu de Lisboa com uma frota de quatro navios e uma tripulação de 170 homens.
Em Moçambique, os portugueses inicialmente esperavam um encontro pacífico, porém surgiram dúvidas quando uma embarcação com cerca de cem homens aproximou-se. Vasco da Gama deixou embarcar apenas quatro ou cinco deles, temendo uma armadilha. Após uma discussão, retornaram à costa, e o governante local enviou um carneiro e frutas como presentes, convidando os portugueses a desembarcar.
No entanto, as dúvidas persistiram. Na noite seguinte, pilotos de Moçambique que haviam acompanhado a frota fugiram para o mar; naquela mesma noite, o capitão torturou dois mouros. Os portugueses foram ameaçados de captura caso desembarcassem. Ainda naquela noite, duas embarcações se aproximaram dos navios, vários homens tentaram cortar seus cabos, mas o ataque fracassou.
Em 1499, Vasco da Gama, incapaz de capturar a cidade de Mogadíscio pela força, optou por bombardeá-la.

## Curso das hostilidades

### Primeiras tentativas (1500)

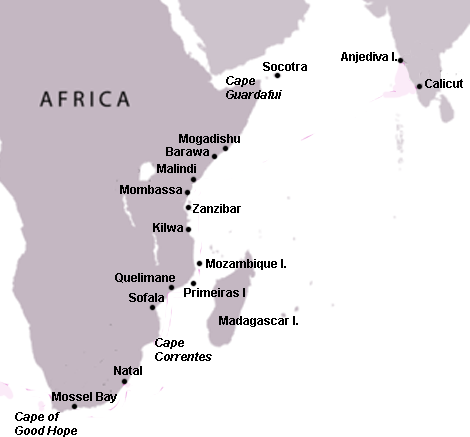
Principais cidades da África Oriental c. 1500

Em 1500, Pedro Álvares Cabral partiu em expedição por ordem do rei de Portugal. Durante a viagem, seus homens avistaram Sofala; no entanto, não conseguiu conquistá-la.

### Vassalização de Quiloa (1502)
Em 12 de julho de 1502, Vasco da Gama, em sua segunda expedição, desembarcou em frente ao porto de Quiloa com sua grande frota. O governante local, Amir Ibrahim, recusou-se a responder às cartas de Gama. Após consultar seus capitães, Gama aproximou-se da costa em pequenas embarcações e ameaçou bombardear a cidade caso não fosse firmado um acordo. Diante dessa ameaça, Amir Ibrahim capitulou e encontrou-se pessoalmente com Gama. Gama exigiu um tributo anual de 1.500–2.000 meticais de ouro e dez pérolas para a rainha de Portugal.
Posteriormente, em 20 de julho de 1502, Vasco da Gama emitiu uma proclamação declarando Quiloa vassalo de Portugal.

### Vassalização de Zanzibar (1503)

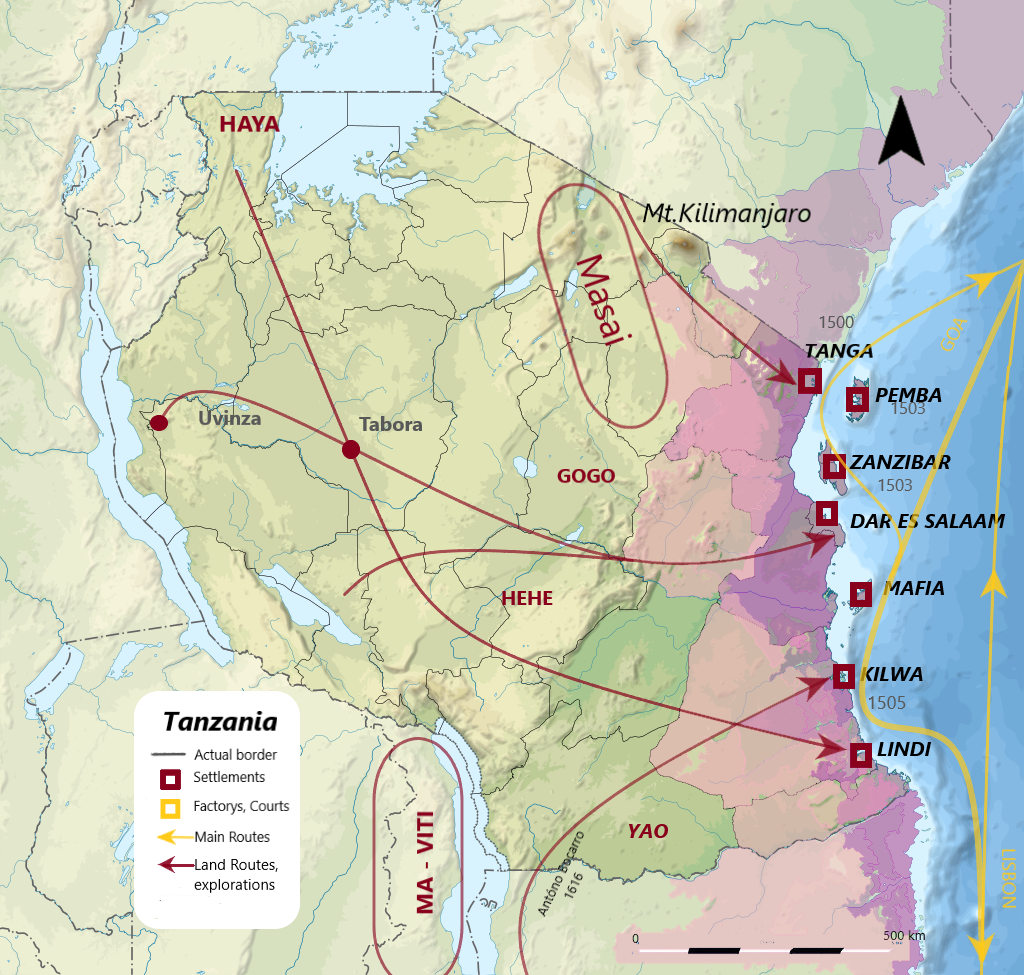
Presença portuguesa na Tanzânia

Em 1503, a frota de António de Saldanha partiu de Lisboa para patrulhar a região próxima ao Cabo Guardafuí. Entretanto, após cruzar o equador, os navios se dispersaram devido ao mau tempo. A nau de Rui Lourenço Rodrigues Ravasco foi a primeira a chegar à Ilha de Moçambique e decidiu atacar Zanzibar.
Durante uma campanha de dois meses, Rodrigues Ravasco capturou mais de vinte navios carregados com âmbar-cinzento, marfim, casco de tartaruga, cera, mel, arroz, fibra de coco, seda e algodão. Quando os comerciantes locais deixaram de enviar embarcações devido à sua presença, ele ancorou em Zanzibar. O sultão de Zanzibar exigiu a devolução das mercadorias capturadas e a entrega da artilharia portuguesa, o que Rodrigues Ravasco recusou.
Rodrigues Ravasco enviou uma embarcação bem armada liderada por Gomes Carrasco com 30 soldados, incluindo mosqueteiros. Os portugueses atacaram a flotilha inimiga, obrigando-a a recuar. Apenas quatro zambucos resistiram, mas foram capturados e levados de volta à nau portuguesa.
Em seguida, o sultão enviou 4.000 de seus homens, que se reuniram na praia sob o comando do filho do sultão para impedir um desembarque português. Ravasco armou sua embarcação e dois zambucos capturados com pequenos canhões e mosqueteiros e abriu fogo, capturando 20 swahili e matando 34–35, incluindo o filho do sultão. O sultão solicitou paz e aceitou tornar-se um estado vassalo de Portugal, pagando um tributo anual de 100 meticais e 30 ovelhas. Ravasco também forçou Mafia e outras cidades a pagar tributo.
Após subjugar Zanzibar, Rodrigues Ravasco seguiu para Malindi, onde um rei aliado solicitou auxílio português em sua guerra contra Mombaça. Ravasco bloqueou o porto de Mombaça, capturando dois navios mercantes e três zambucos. Entre os prisioneiros estavam líderes de Barawa, que ofereceram a vassalagem da cidade a Portugal e um tributo anual de 500 meticais em troca de sua libertação e proteção de um navio valioso.
Apesar da vitória, os portugueses não ocuparam Zanzibar, e as relações permaneceram tensas nos anos seguintes, até que uma expedição liderada por Duarte de Lemos chegou para cobrar tributos em atraso, em 1510.

### Saque de Quiloa (1505)

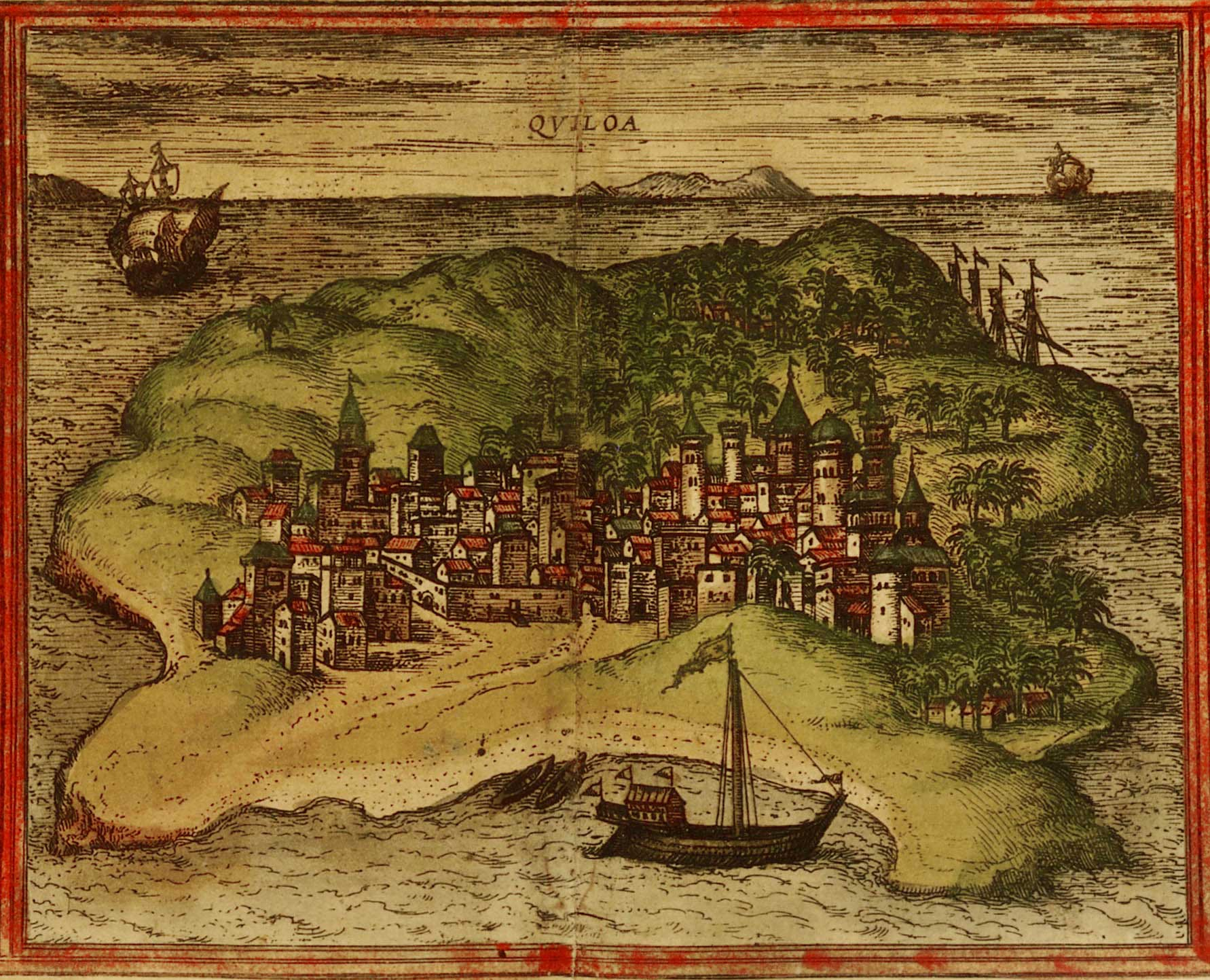
Quiloa Kisiwani, Civitates orbis terrarum vol. I, 1572

Um ano antes, em 1504, Quiloa recusou-se a pagar tributo a Lopez Suárez.
Em 22 de julho de 1505, os portugueses ancoraram em frente a Quiloa. Dois dias depois, toda a frota, composta por oito navios, reuniu-se. Dom Francisco de Almeida confiou a um alferes chamado Pedro Cam o estandarte da Cruz da Ordem de Cristo enquanto os soldados se preparavam para desembarcar.
Uma vez em terra, os 500 homens foram divididos em dois grupos. Dom Francisco liderou 300 tropas, enquanto seu filho, Dom Lourenço, comandou 200, incumbido de avançar pela costa até o palácio do rei. Dom Lourenço deveria disparar um canhão como sinal, e então seu pai atacaria o centro da cidade. Ao amanhecer, Dom Lourenço deu o sinal e as forças de Dom Francisco investiram, gritando o grito de guerra de Santiago. Apesar do som das trombetas e dos gritos, os mouros ainda não haviam aparecido.
Enquanto as forças de Dom Francisco avançavam pela cidade, os defensores atacaram subitamente dos telhados, lançando pedras e disparando flechas, forçando os portugueses a combater casa a casa para conter a emboscada. As tropas conseguiram abrir caminho até o palácio do rei, onde ocorreu uma batalha intensa. Apesar de em menor número, os portugueses obrigaram os defensores a recuar para a fortaleza.
Uma rendição fingida interrompeu temporariamente os combates, permitindo que o rei e sua comitiva escapassem por uma porta secreta para um palmeiral. Dom Francisco optou por não perseguir, considerando o terreno arriscado. Em vez disso, autorizou seus homens a saquear a cidade, garantindo a proteção de um aliado, Mohamed Ancony.

### Batalha de Mombaça (1505)

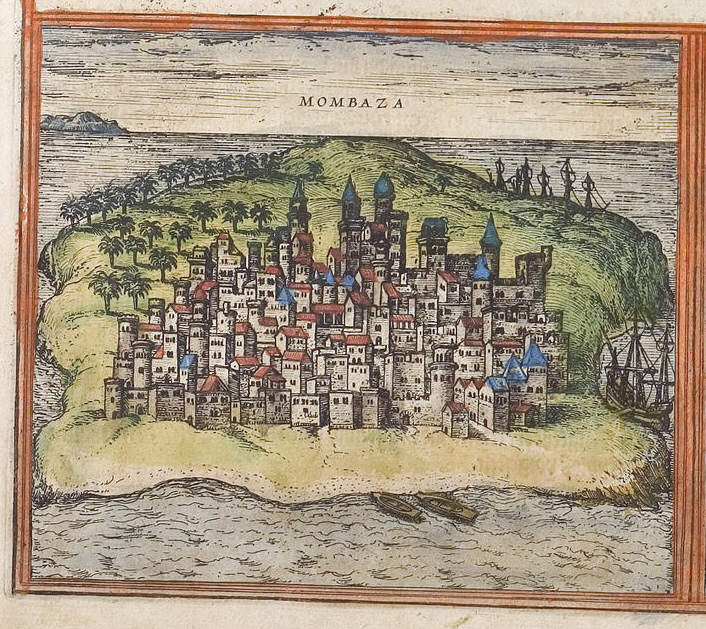
Mombaça, Civitates orbis terrarum vol. I, 1572

Após a destruição de Quiloa, o sultão de Mombaça propôs uma aliança com Malindi, ratificada pelo casamento de seus filhos, mas o sultão de Malindi rejeitou a oferta, preferindo negociar com os portugueses para reduzir a influência de Mombaça na costa.
Os portugueses alcançaram o porto da cidade em 13 de agosto de 1505. O porto era protegido por um pequeno forte ou baluarte, ligado à cidade por um muro baixo, armado com oito canhões. O forte abriu fogo contra o primeiro navio português que entrou no porto para sondá-lo, o São Rafael, comandado por Gonçalo de Paiva.
Após ser silenciado pelo fogo da frota, sua guarnição não tentou resistir e retirou-se para dentro da cidade.
No dia seguinte à tarde, os portugueses navegaram pelo rio até a frente da cidade, onde foram alvejados por canhões, arcos e pedras, e então submeteram a cidade a um bombardeio naval. Dom Francisco enviou uma mensagem ao sultão, mas o governante respondeu apenas com insultos e provocações.
No dia seguinte, desembarcaram, divididos em duas esquadras, e investiram contra a cidade. Apesar da forte resistência e das ruas muito estreitas, os portugueses capturaram o assentamento. O governante da cidade fugiu com muitos habitantes para um bosque próximo.

### Cerco ao Forte de São Caetano (1505)

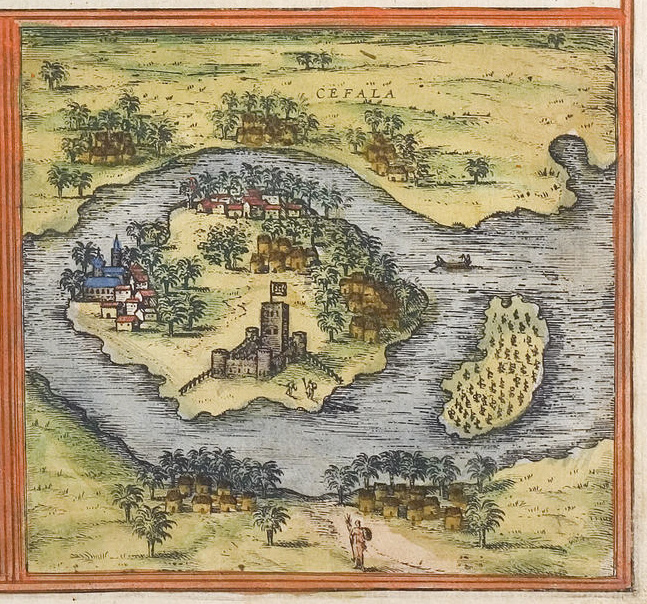
Forte de São Caetano, Civitates orbis terrarum vol. I, 1572

Em setembro de 1506, Pêro de Anaia construiu um forte em Sofala. Em dezembro, o forte foi sitiado pelos habitantes. Tanto Pêro de Anaia quanto o xeque de Sofala morreram, e ele foi temporariamente substituído por Manuel Fernandes.

### Saque de Angoche (1506)
Em 1506, Tristão da Cunha e sua frota chegaram a Malindi. O sultão de Malindi sofria pressão dos governantes de Angoche e de Mombaça. Esses líderes locais dificultavam a vida do sultão, levando-o a procurar auxílio dos portugueses. Em resposta, Tristão da Cunha, no comando da frota portuguesa, recebeu a missão de oferecer apoio militar e assegurar os interesses de Portugal ao longo da costa da África Oriental. Antes de rumar a Angoche, Afonso de Albuquerque informou ao sultão seus planos de conquistar Ormuz e outras cidades ao longo do Mar Arábico, solicitando pilotos familiarizados com a costa.
Com a bênção do sultão e um contingente de pilotos experientes, a frota portuguesa seguiu para Angoche para impor a ordem. Os portugueses atacaram sem demora, saqueando e incendiando a cidade. A cidade caiu com facilidade e a frota prosseguiu sua campanha em Barawa.

### Batalha de Oja-Lamu (1507)
Em fevereiro de 1507, uma frota de 16 navios comandada por Tristão da Cunha e auxiliada por Afonso de Albuquerque atracou em Malindi. O rei de Malindi, vassalo fiel de Portugal, solicitou auxílio contra as cidades hostis de Oja, Lamu e Barawa. Oja foi saqueada e Lamu subjugada sem resistência.

### Batalha de Barawa (1507)
Ao alcançar Barawa, em abril, os portugueses enviaram primeiro um embaixador, que ofereceu à cidade a chance de se submeter sem combate, proposta recusada. Os portugueses prepararam-se para atacar a cidade e relataram que suas defesas incluíam uma muralha bem fortificada e uma guarnição de 4.000 homens prontos para lutar.
Na manhã seguinte, Tristão da Cunha e Afonso de Albuquerque lideraram dois grupos de assalto. Dos 4.000 homens, 2.000 investiram contra os portugueses na praia, mas foram repelidos de volta à cidade. Em seguida, os portugueses cercaram a cidade. Escalaram a muralha em um ponto fraco após um ataque repentino, descoberto por Afonso de Albuquerque, e as defesas foram rompidas. Muitos habitantes fugiram, mas os que permaneceram pereceram na luta. A cidade então foi saqueada e incendiada, enquanto os sobreviventes observavam de longe. Depois, os portugueses seguiram para Mogadíscio e depois para Socotrá.

### Incursão a Mafia, Zanzibar e Pemba (1509)

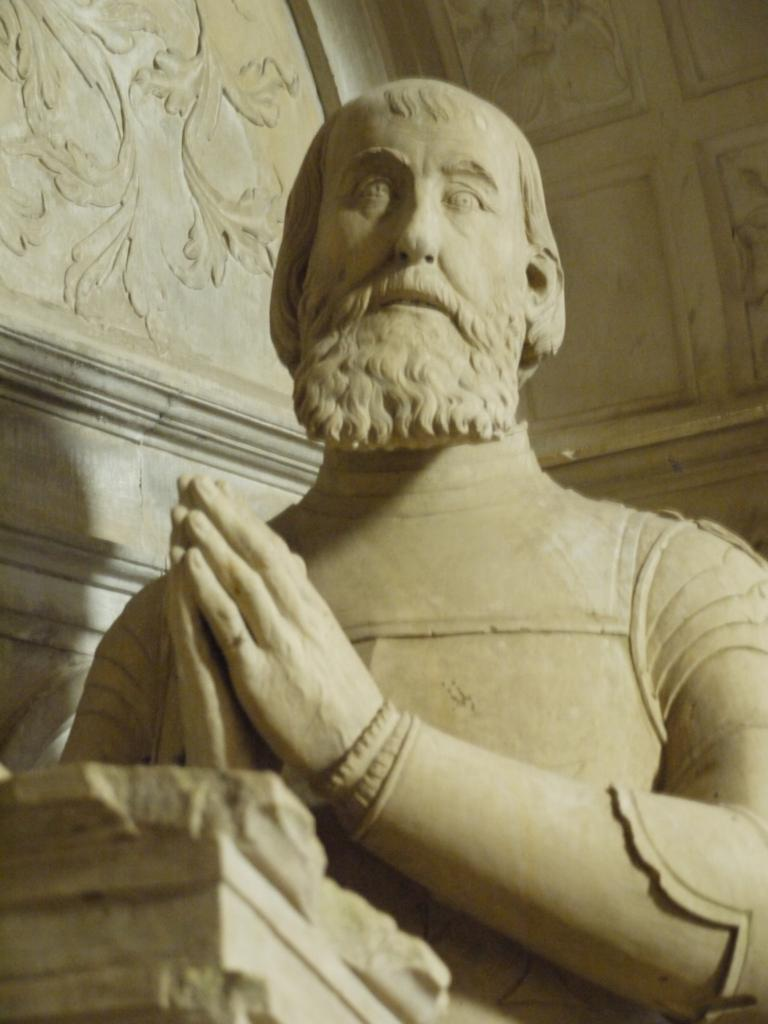
Estátua de Duarte de Lemos em Trofa, Portugal, século XVI

Em 1509, Mafia, Zanzibar e Pemba e outras ilhas foram incursadas e obrigadas a pagar tributo por uma frota comandada por Duarte de Lemos.

## Consequências

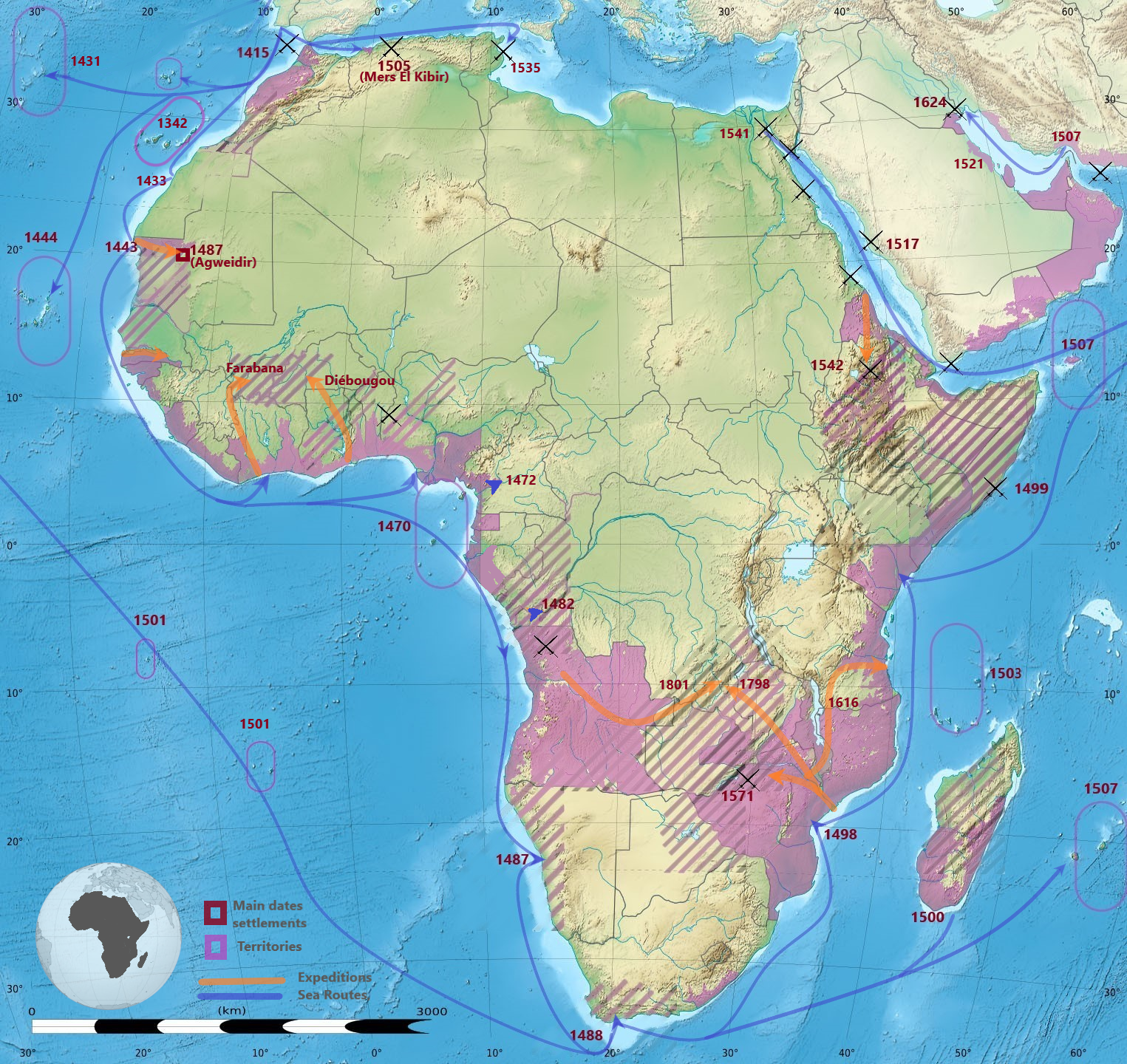
Mapa do Império Português mostrando sua extensão ao longo da costa da África Oriental

Em menos de uma década, os portugueses estabeleceram sua supremacia ao longo da costa da África Oriental, e até 1509 toda a costa da África Oriental encontrava-se sob domínio português. Nessa época, os portugueses obtiveram uma grande vitória na Batalha de Diu, contra uma frota combinada mameluca-gujarati-zamorin, neutralizando efetivamente qualquer resistência significativa. Como resultado, os portugueses asseguraram o domínio sobre o Oceano Índico.
Com o tempo, os centros comerciais suaíli entraram em declínio, e o comércio entre a África e a Ásia no Oceano Índico acabou por colapsar.